# Pachylia venezuelensis
Pachylia venezuelensis är en fjärilsart som beskrevs av Ludwig Wilhelm Schaufuss 1970. Pachylia venezuelensis ingår i släktet Pachylia och familjen svärmare. Inga underarter finns listade i Catalogue of Life.